# Hydractinia bella
Hydractinia bella är en nässeldjursart som beskrevs av Hand 1961. Hydractinia bella ingår i släktet Hydractinia och familjen Hydractiniidae. Inga underarter finns listade i Catalogue of Life.